# Bembidion arizonae
Bembidion arizonae är en skalbaggsart som beskrevs av Carl Hildebrand Lindroth. Bembidion arizonae ingår i släktet Bembidion och familjen jordlöpare. Inga underarter finns listade i Catalogue of Life.